# 帯ドラマ
帯ドラマ（おびドラマ）とは、主に月 - 金曜日または月 - 土曜日（一部月 - 木曜日）のベルト枠（帯番組）で放送されるドラマシリーズの事をいう。日本での新作帯ドラマは、2022年4月時点で日本放送協会（NHK）の連続テレビ小説と夜ドラ（枠名）が存在する。

## 歴史
日本での帯ドラマの元祖は、日本テレビの『轟先生』（1955年 - 1960年、全1405回）といわれる。
そして、本格的な歴史の基点とされるのが、NHK総合テレビの『バス通り裏』（1958年 - 1963年、全1395回）である。これは生放送で展開され、十朱幸代や岩下志麻といった後の人気俳優を育て、1961年から始まった連続テレビ小説の基礎を築いた作品とされる。その後、各民放局が午前ないしは昼ドラといわれる13時台の枠を中心にベルト枠でのドラマを放送する様になった。
一般にはホームドラマ（家族・家庭の風景・情景を描いた作品）が多いが、昼ドラ枠にて2000年代頃からでは東海テレビ制作の13:25から放送のドラマシリーズを中心に愛憎・ドロドロをテーマにした作品が人気を集め、「ドラマ30」→「ひるドラ」（特に毎日放送制作のものに多い）、あるいはTBS制作「愛の劇場」などでそれを取り入れる傾向にあった。
民放昼の帯ドラマではトイレタリーメーカー（洗剤・化粧品を多角的に扱うメーカー）がスポンサーに付くことが多く、13:25枠の「東海テレビ制作昼ドラマ」（2015年度終了）と「ひるドラ」（2008年度終了）はP&Gが共に筆頭スポンサーとして協賛している。
2016年度は民放の帯ドラマが存在していなかったが、脚本家倉本聰が民放局に持ち込んだ「シルバー（高齢者、熟年）向けドラマ」の企画が元になり、翌2017年度からテレビ朝日で民放の帯ドラマ『帯ドラマ劇場』が昼帯で約1年ぶりに復活した。同年度一杯で一時休止後、2019年度に再開されたが、同年度一杯で廃枠となった。
2021年第4期にはTBS系列（一部非ネット）で深夜枠に「よるおびドラマ」として復活させた（9ヶ月間休止後、2022年10月より再開予定）。
フジテレビ系では2016年度から長らく存在していなかったが、2021年12月に『めざましテレビ』の番組内で2週間の期間限定ながら復活している（めざドラ）。さらに日本テレビ系でもフジテレビに先駆けて形で、『ZIP!』内で2018年12月から不定期に放送している（ZIP!ドラマ）。
NHK総合では2022年度から「夜ドラ」（「よるドラ」及び「NHK夜の連続ドラマ（よるドラ）」とは違う扱いになる）を放送開始し、既存の連続テレビ小説と合わせて2枠となった。

## 代表的なシリーズ
●印は現在放送中のもの。特記ないものは月 - 金曜日に放送。
- 日本放送協会(NHK)
  - 連続テレビ小説●（月 - 土曜日）
  - 銀河テレビ小説、ドラマ新銀河（月 - 木曜日）
  - よるドラ（月 - 木曜日）
  - 夜ドラ●（月 - 木曜日）
- 日本テレビ、日本テレビ系列
  - 朝の連続ドラマ（読売テレビ制作）
  - 日本テレビ昼1時枠帯ドラマ
  - 日本テレビ昼1時15分枠帯ドラマ
  - よみうりテレビ制作昼の帯ドラマ
  - 北日本放送制作昼の帯ドラマ
  - 愛のサスペンス劇場
  - 女の劇場
- テレビ朝日、テレビ朝日系列
  - 女シリーズ（腸捻転解消前の毎日放送）
  - ライオン女性劇場
  - ネオドラマ（23時25分 - 23時55分枠 大相撲期間中ではない月 - 木曜日のみ 一部地域は翌日未明に時差ネット）
  - 帯ドラマ劇場（月 - 金曜日12時30分 - 12時50分）
- TBSテレビ、TBSテレビ系列
  - ポーラテレビ小説
  - TBS・朝日放送平日昼1時枠の連続ドラマ
  - テレビ映画
  - 愛の劇場[注 1]
  - TBS平日昼1時30分枠の連続ドラマ
  - 妻そして女シリーズ（MBS）
  - 連続ドラマ（CBC）
  - ドラマ30、ひるドラ（毎日放送とCBCがほぼ2ヵ月単位で交互に制作）
  - TBS平日昼2時枠の連続ドラマ
  - ドラマ23（23時枠 月～木曜日）
  - よるおびドラマ（深夜0時枠 火～金曜日）
- テレビ東京、テレビ東京系列
  - Lドラ
- フジテレビ系列
  - 妻たちの劇場
  - フジテレビ平日正午枠の連続ドラマ
  - お昼のテレビ小説
  - ライオン奥様劇場
  - 東海テレビ制作昼の帯ドラマ（13時25分 - 13時55分枠）
  - フジテレビ平日昼1時45分枠の連続ドラマ

## 日本国外

### 韓国
- 韓国では、夜の19時もしくは20時台に、1話30分から40分程度で、月 - 金で放送の帯ドラマ枠があり『イルイルドラマ』（일일 드라마、直訳すると「日日ドラマ」）のシリーズ名称がある。TOKYO MXなど「イルイルドラマ」を昼間に放送する日本の独立局も少なくない。

現在放送中の放送局
- KBS 1TVイルイルドラマ （平日 20:30 - 21:00）
- KBS 2TVイルイルドラマ （平日 19:50 - 20:30）
- MBCイルイルドラマ（平日 19:15 - 19:50）

過去に放送の放送局
- SBSイルイルドラマ（1995年7月 - 2017年6月）
- tvNイルイルドラマ（2012年2月 - 2015年10月）
- JTBCイルイルドラマ（2013年2月 - 2014年7月）